# Lorenz Held

Lorenz Held, 1901

Lorenz Nicolaus Held (* 19. Oktober 1834 in Waldenburg (Sachsen); † 2. August 1911 in Oybin) war ein deutscher Turner, Turnfunktionär und -chronist. Er gilt als einer der „Turnväter“ Sachsens und speziell der Oberlausitz, förderte das Turnwesen und Jugendfahrten und genoss in Turnerkreisen Sachsens hohes Ansehen.

## Leben und Werk
Er stammte aus den Schönburgischen Herrschaften und wurde in Waldenburg als Sohn des Schneidermeisters Conrad Held geboren. Am dortigen Lehrerseminar wurde er zum Lehrer ausgebildet und 1854 Hilfslehrer am genannten Seminar. 1856 ging er als Hilfslehrer an die III. Bezirksschule nach Dresden, wo er auch die Turnlehreranstalt bis 1858 besuchte und danach dort in seiner Freizeit als Turnlehrer wirkte. 1860 wurde er ständiger Lehrer an der Ersten Bürgerschule in Dresden und 1862 an das Johanneum in Zittau als Gymnasiallehrer berufen. Ab dem folgenden Jahr war er regelmäßig Abgeordneter auf den deutschen Turntagen. Er vertrat den Oberlausitz-Turngau.
Als aktiver Turner wurde er 1873 zum Kreisvertreter des XIV. Kreises der Deutschen Turnerschaft gewählt. Gleichzeitig wurde Held Mitglied des reichsweiten Ausschusses der Deutschen Turnerschaft. Der Turnkreis XIV umfasste das gesamte Königreich Sachsen und Held war 1876 Vertreter für 247 Turnvereine mit weit über 50.000 Mitgliedern. Unter seiner Leitung schlossen sich in Freiberg auf dem Ersten sächsischen Kreisturntag die meisten sächsischen Turnvereine zusammen.
Held zählt zu den Gründungsmitgliedern des Deutschen Turnlehrer-Vereins, der am 17. und 18. Juli 1893 in Hof (Saale) unter seiner maßgeblicher Beteiligung nach dem Vorbild des Königreich Böhmens gegründet wurde. Noch im gleichen Jahr wurde im gesamten Deutschen Reich mit Unterstützung dieses Vereins und des Ausschusses der Deutschen Turnerschaft der Turnunterricht in den Schulen flächendeckend eingeführt wurde.
Er verfasste mehrere Aufsätze über das Turnen, von denen seine „Rückblicke“ in der Deutschen Turnzeitung und sein Untersuchung der Bedeutung Friedrich Ludwig Jahns für die deutsche Sprache weite Verbreitung fanden.
Verheiratet war er seit 1863 mit Laura Schiller.

## Schriften (Auswahl)
- Das Turnen am Gymnasium und an der damit verbundenen Realschule zu Zittau. In: Neue Jahrbücher für die Turnkunst 11 (1865), S. 54–59.
- Die Aerzte und ihre Stellung zum Turnen. In: Neue Jahrbücher für die Turnkunst 12 (1866),  S. 121 ff.
- Grösse und Wachsthum der Schüler des Johanneums in Zittau. In: Neue Jahrbücher für die Turnkunst 25 (1879), S. 241–248.
- Die Fahnenweihe beim Königlichen Realgymnasium zu Zittau.  In: Jahrbücher der deutschen Turnkunst Neue Folge 5 (1886), S. 113 ff. und 177–183.
- Rückblicke auf das Jahr 1886. In. Deutsche Turnzeitung 1886, Nr. 15 und 17.
- Rückblicke auf das Jahr 1887. In. Deutsche Turnzeitung 1887, Nr. 14, 15 und 16.
- Rückblicke auf das Jahr 1888. In. Deutsche Turnzeitung 1888.
- Rückblicke auf das Jahr 1889. In. Deutsche Turnzeitung 1889.
- (mit Woldemar Bier): Sachsen. (Aufruf zur Beteiligung an der Wettinfeier). In: Jahrbücher der deutschen Turnkunst 35 (1889), S. 239 f.
- Rückblicke auf das Jahr 1890. In. Deutsche Turnzeitung 1890, Nr. 49 (Schluß).
- Der Jugendbrunnen. In: Deutsche Turnblätter, 1894, Nr. 2, S. 9 f.
- Friedrich Ludwig Jahns Bedeutung für die deutsche Sprache. In: Deutsche Turnzeitung 47 (1902) Nr. 36, S. 777–781.

## Auszeichnungen
- Ehrenurkunde der Deutschen Turnerschaft
- Ehrenmitglied des Sächsischen Kreisturnrates mit Sitz und Stimme